# 柴田博仁
柴田 博仁 (しばた ひろひと、1968年 -) は、日本のコンピュータ科学者、認知科学者。群馬大学情報学部教授。
「読み書き」の理解と支援を目指す研究者。

## 専門分野
専門はユーザインタフェースデザインと認知科学。インタラクションデザイン、認知科学、メディア研究。

## 来歴
富士ゼロックス株式会社 研究主幹を経て、2020年10月から現職。人工知能学会理事、JBMIA電子ペーパーコンソーシアム副委員長などを歴任。

## 学歴[3]
- 1987年3月、秋田県立秋田南高等学校 卒業
- 1988年4月、金沢大学理学部 数学科 入学
- 1992年3月、金沢大学理学部 数学科 卒業
- 1992年4月、大阪大学大学院理学研究科 数学専攻 修士課程 入学
- 1994年3月、大阪大学大学院理学研究科 数学専攻 修士課程 修了
- 2000年4月、東京大学大学院工学系研究科 先端学際工学専攻 博士課程 入学
- 2003年3月、東京大学大学院工学系研究科 先端学際工学専攻 博士課程 修了、博士 (工学)

## 職歴[3]
- 1994年4月、富士ゼロックス株式会社 研究本部 研究員（2000年3月退社）
- 2003年4月、東京大学大学院 工学系研究科 協力研究員（2005年3月まで）
- 2003年9月、富士ゼロックス株式会社 研究技術開発本部 研究員
- 2010年4月、東京工科大学 コンピュータサイエンス学部 兼任講師（2020年3月まで）
- 2012年4月、富士ゼロックス株式会社 研究技術開発本部 研究主査
- 2015年9月、大妻女子大学 社会情報学部 非常勤講（2016年3月まで）
- 2016年10月、富士ゼロックス株式会社 研究技術開発本部 研究主幹（2020年9月に退社）
- 2019年9月、大妻女子大学 社会情報学部 非常勤講（2020年3月まで）
- 2020年10月、群馬大学 社会情報学部 教授
- 2021年4月、群馬大学 情報学部 教授 (学部改組のため)

## 著書[3]
- 『Why digital displays cannot replace paper: The cognitive science of media for reading and writing』(Shibata, H., and Omura, K.) Springer, 2020年11月12日, ISBN 978-9811594755.
- 『ペーパーレス時代の紙の価値を知る――読み書きメディアの認知科学』(柴田 博仁, 大村 賢悟) 産業能率大学出版部, 2018年11月30日, ISBN 978-4382057654.
- 『ペーパーレスオフィスの神話――なぜオフィスは紙であふれているのか?』(柴田 博仁, 大村 賢悟 訳) 創成社, 2007年11月, ISBN 978-4794422743. (原著は『The myth of the paperless office』Abigail J. Sellen and Richard H. Harper, The MIT Press, 2001)

## 受賞[3]
- 2020年6月、日本画像学会  フェロー称号授与
- 2019年7月、日本画像学会  技術研究賞
- 2019年4月、富士ゼロックス株式会社  研究技術開発本部長奨励賞
- 2019年2月、日本印刷学会  技術奨励賞
- 2017年12月、国際会議IDW '17, Outstanding Poster Award
- 2017年4月、富士ゼロックス株式会社  研究技術開発本部長賞
- 2016年12月、国際会議IDW/AD '16, Best Paper Award
- 2012年3月、富士ゼロックス株式会社  研究技術開発本部長賞
- 2011年3月、インタラクション2011  インタラクティブ発表賞 (PC推薦)
- 2009年9月、人工知能学会全国大会  優秀賞